# ليلاند جاكوبس
ليلاند جاكوبس (بالإنجليزية: Leland Jacobs) هو مدرس أمريكي، ولد في 1907 في تواس سيتي في الولايات المتحدة، وتوفي في 1992.